# Британска окупация на Египет
Британската окупация на Египет продължава от 1882 г., когато страната е окупирана от британски войски по време на англо-египетската война, до средата на 50-те години на XX век. Първият период на британско управление (1882 – 1914 г.) често се нарича „неявен протекторат“ (на английски: veiled protectorate – забулен, прикрит протекторат). До Първата световна война Египет остава автономна провинция на Османската империя и британската окупация няма никакво правно основание, а представлява де факто протекторат, при който британският губернатор управлява с помощта на английски администратори, които имат опит в Индия. По тази причина Египет не се превръща в част от Британската империя, а все пак е отделна държава. При встъпването на Османската империя във войната Великобритания официално обявява Египет за протекторат през ноември 1914 г. Страната отначало е султанат, а по-късно кралство и след края на войната получава независимост през февруари 1922 г. Въпреки това британската окупация на Египет продължава, макар с англо-египетския договор от 1936 г. отношенията да се нормализират. Великобритания получава правото да поддържа свои войски за защита на Суецкия канал. Британците играят голяма роля и в обучението на египетската армия. По време на Втората световна война (1939 – 45) Египет за дълго остава неутрален, но поради британското присъствие става обект на атаки от страна на италианците в Либия. След войната египтяните правят неуспешни опити за преразглеждане на договора, докато през октомври 1951 г. едно антибритански настроено правителство го отменя изцяло. След революцията през 1952 г.. британците се съгласяват да изтеглят войските си и това става факт през юни 1956 г., след което избухва Суецката криза.

## Египетски султанат (1914 – 22)
На 5 ноември 1914 Египет е официално обявен за британски протекторат като ответна реакция на Великобритания на решението на Османската империя да влезе в Първата световна война на страната на Централните сили.
С тази промяна държавата става султанат Египет, начело със султан, за да се подчертае прекъсването на положението на сюзеренитет с Османската империя. Хедивът Абас II е свален и първи султан на Египет става неговият чичо Хюсеин Камил, син на Исмаил паша. По време на войната британците всячески използват Египет: изкупуват памук на безценица, реквизират фураж, мобилизират стотици хиляди египтяни в помощни военни части, използват страната като гарнизон за британски и австралийски части. Държавата от 1914 просъществува до официалното провъзгласяване на независимост през 1922 г..
След приключването на войната Саад Заглул и партията му застават начело на националистите и постигат мнозинство в Законодателното събрание. Специална делегация поставя пред британския губернатор искане за независимост, в резултат на което водачите и са хвърлени в затвора. На 8 март 1919 те са изпратени на заточение в Малта, което запалва искрата на истинска революция. Нейният основен инструмент е гражданското неподчинение на британската окупация. Център на събитията са Кайро и Александрия, където стачкуват студенти и юристи. Спират пощата и телеграфът, трамвайното и железопътното движение. В крайна сметка на 22 февруари 1922 г. Великобритания прокламира едностранно независимостта на Египет, а през 1923 г. е приета нова конституция., с което формата на управление е променена и управляващият в това време султан Фуад I (брат на Хюсеин Камил) става първият съвременен крал на Египет.

## Кралство Египет (1922 – 1953)
Въпреки обявената независимост британската окупация на Египет продължава в съответствие с няколко резервни клаузи в декларацията за независимост.
Ситуацията се нормализира с англо-египетския договор от 1936 г., който дава право на Великобритания да поддържа военни части в Египет с цел защита на Суецкия канал, важна връзка с Британска Индия. Великобритания също продължава да контролира обучението на египетската армия. По време на Втората световна война (1939 – 45) Египет е атакуван от италианска Либия заради британското присъствие там, въпреки че самият Египет остава неутрален до края на войната. След войната Египет се стреми безуспешно да промени договора, докато през октомври 1951 г. той е отменен изцяло от анти-британски настроеното египетско правителство.

## Република Египет
След Юлската революция в Египет през юли 1952 г. британците се съгласяват да изтеглят войските си и приключват изтеглянето до юни 1956 г.
На 26 юли 1956 г. в Александрия президентът Насер публично обявява, че е приет Декрет за национализиране на Суецката компания. Този декрет се приема отрицателно от всички западни държави и най-вече от Великобритания и Франция, които възприемат национализацията като произвол от страна на египетското правителство и удар върху техните империалистически интереси в района на Близкия и Среден изток – започва Суецката криза.
Между юли и октомври се водят дипломатически преговори, провеждат се конференции, но и се води тайна военна подготовка. Вторият етап на кризата обхваща времето от 30 октомври до 7 ноември, през който Израел, Франция и Великобритания извършват военни атаки срещу Египет. На 5 ноември 1956 г. правителството на СССР заплашва да се намеси на страната на Египет и изпраща предупредителна нота до Великобритания и Франция. Приета е резолюция на ООН за мирно уреждане на конфликта и изтегляне на чуждите войски от Египет. Мироопазващите сили на ООН се настаняват от в района на канала и довеждат до стабилизация на района до изработването на трайно съглашение